# Anis Fuleihan
Anis Fuleihan (2 d'abril de 1900 - Palo Alto, Califòrnia, 11 d'octubre de 1970) va ser un compositor, director d'orquestra i pianista nord-americà d'origen xipriota.
Natiu de Kyrenia, Fuleihan pertanyia a una família cristiana libanesa; va assistir a l'escola anglesa d'aquesta ciutat abans d'anar als Estats Units el 1915. Es va establir a la ciutat de Nova York, prenent més classes de piano amb Alberto Jonás; també va ensenyar ell mateix composició en aquesta època. El seu debut de "Oriental Fantasies" al Aeolian Hall el 1919 va ser ben rebut. Es va convertir en ciutadà dels Estats Units el 1925.
Fuleihan va fer una gira pels Estats Units i l'Orient Mitjà des de 1919 fins a 1925, vivint un temps al Caire abans de tornar als Estats Units el 1928. Reinstal·lat a Nova York, va començar a compondre música per a ballets muntats per diverses organitzacions de dansa contemporània; també va trobar feina com a director de ràdio en aquesta època. A partir de 1932 va treballar per a G. Schirmer, continuant en aquesta capacitat fins a 1939. El 1945 va començar a ensenyar a la Universitat d'Indiana a Bloomington, Indiana, on la compositora Mary McCarty Snow va ser un dels seus estudiants. El 1953 va assumir la direcció del Conservatori de Beirut al Líban. El 1962 va anar a Tunísia com a part d'un programa organitzat pel Departament d'Estat; el 1963 va organitzar l'Orchestre Classique de Tunísia, on va romandre fins al 1965.
Com a compositor, Fuleihan va cridar l'atenció d'Eugene Goossens, que va estrenar la seva Suite Mediterrània i que va ajudar a rebre una beca Guggenheim. Va obtenir diverses comissions i llocs docents a l'Orient Mitjà. La música de Fuleihan generalment evitava les estructures en sèrie, i va estar molt influenciada per la música popular de l'Orient Mitjà. Una de les seves obres és un concert per a theremin, estrenat per la Filharmònica de Nova York amb Leopold Stokowski el 1945; la solista va ser Clara Rockmore.

## Treballs
Òpera
- Vasco (1960)[2]

Orquestral
- Suite mediterrània (1930; Cincinnati, març de 1935)
- Pròleg al llibre de contes d'un nen (1932)
- 2 simfonies: núm. 1 (Nova York, desembre de 1936) i núm. 2 (Nova York, febrer de 1967)
- 3 concerts per a piano: núm. 1 (Saratoga Springs, Nova York, setembre de 1937), núm. 2 (1938) i núm. 3 (1963)
- Fantasia per a viola i orquestra (1938)
- 3 concerts per a violí (1930, 1965, 1967)
- Fiesta (Indianapolis, desembre de 1939)
- Sympbonie concertante per a quartet de corda i orquestra (Nova York, abril de 1940)
- Concert per a 2 pianos i orquestra (Hempstead, Nova York, gener de 1941)
- Epitbalamium per a piano i cordes (Filadelphia, febrer de 1941)
- Concert per a theremin i orquestra (Nova York, febrer de 1945)
- Invocació a Isis (Indianapolis, febrer de 1941)
- Concert per a violí, piano i orquestra (1943)
- Concert d'Ondes Martenot (1944)
- 3 Serenades de Xipre (Filadelfia, desembre de 1946)
- Rapsodia per a violoncel i cordes (Saratoga Springs, setembre de 1946)
- Les piràmides de Gizeh, poema simfònic (1952)
- Toccata per a piano i orquestra (1960)
- Illes, suite simfònica (1961)
- Concert per a flauta (1962)
- Concert per a violoncel (1963)
- Concert per a viola (1963)
- Le Cor anglais s'amuse for English Horn and Strings (1969)[2]

Cambra
- 5 quartets de corda' (1940-1967)
- 14 sonates per a piano (1940-1968)
- Obertura per a 5 vents (Nova York, 17 de maig de 1947)
- Quintet de trompes (1959)
- Quintet amb piano (1967)
- Trio amb piano (1969)
- Quintet de clarinet
- Sonata per a violí
- Sonata per viola
- Sonata per a violoncel[2]

Vocal
- Peces corals
- Cançons[2]